# Helden Davids

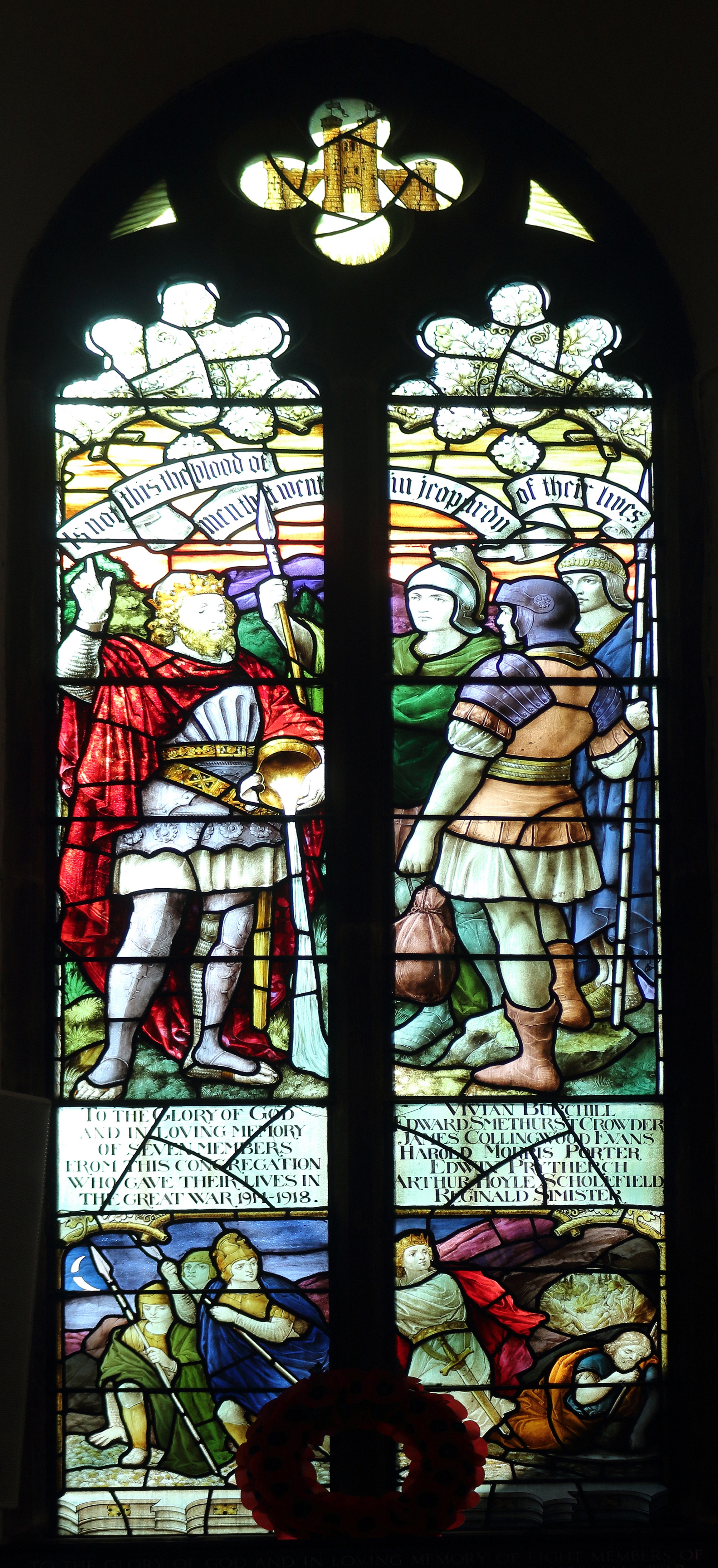
König David und seine Helden auf einem Kirchenfenster in West Kirby, Wirral

Als Helden Davids  wird eine Gruppe von Männern bezeichnet, die in der Bibel sowohl im 2. Buch Samuel (2 Sam 23,8–39 ) als auch im 1. Buch der Chronik (1 Chr 11,10–47 ) genannt und deren Taten besonders gelobt werden.
Die Helden Davids werden in zwei Gruppen eingeteilt von denen zunächst besonders drei Männer hervorgehoben und ihre Taten beschrieben werden. Neben dieser Gruppe der Drei wird eine weitere Gruppen genannt, die als „Die Dreißig“ bezeichnet wird. 
Bei den Dreißig handelte es sich wahrscheinlich um eine Elitetruppe, deren genaue Mitgliederzahl nicht genau festgelegt war. Die Aufstellung dieser Gruppe dürfte wohl noch in Davids Frühzeit zurückreichen, als er sich vor König Saul verstecken musste. Die Dreißig kommen sowohl aus verschiedenen Stämmen Israels als auch aus Kanaan und den benachbarten Ländern.

## Die drei Helden
Das 2. Buch Samuel berichtet zunächst von den „Drei“, die besonders hervorgehoben werden. Als Erstes folgen kurze Beschreibungen von Einzeltaten der drei Helden (2 Sam 23,8–12 ):
- Jischbaʿal (hebräisch יִשְׁבַּעַל Jischbaʿal), der Erste unter den Dreien, der achthundert besiegt hat,
- Eleʿasar ben Dodai (hebräisch אֶלְעָזָר Elʿasar), der im Kampf gegen die Philister standhielt, als die Männer Israels sich bereits zurückzogen und
- Schamma ben Agee (hebräisch שַׁמָּה Schammah), der Hararite, der in einem anderen Kampf, obwohl das Volks bereits floh, sich den Philistern entgegenstellte.

Anschließend folgt noch eine kurze Geschichte von allen Drei. David fragte die Drei, wer ihm Wasser aus dem Brunnen am Tor in Bethlehem bringen würde, wo die Philister lagerten. Daraufhin brachen die Drei gemeinsam auf, schöpften Wasser in Bethlehem und brachten es zu David. Dieser weigerte sich aber dieses Wasser zu trinken, weil es für ihn wie das Blut der Männer war, die ihr Leben gewagt hatten. Deswegen brachte er es als Opfergabe für den HERRN dar (2 Sam 23,13–17 ).

## Die dreißig Helden

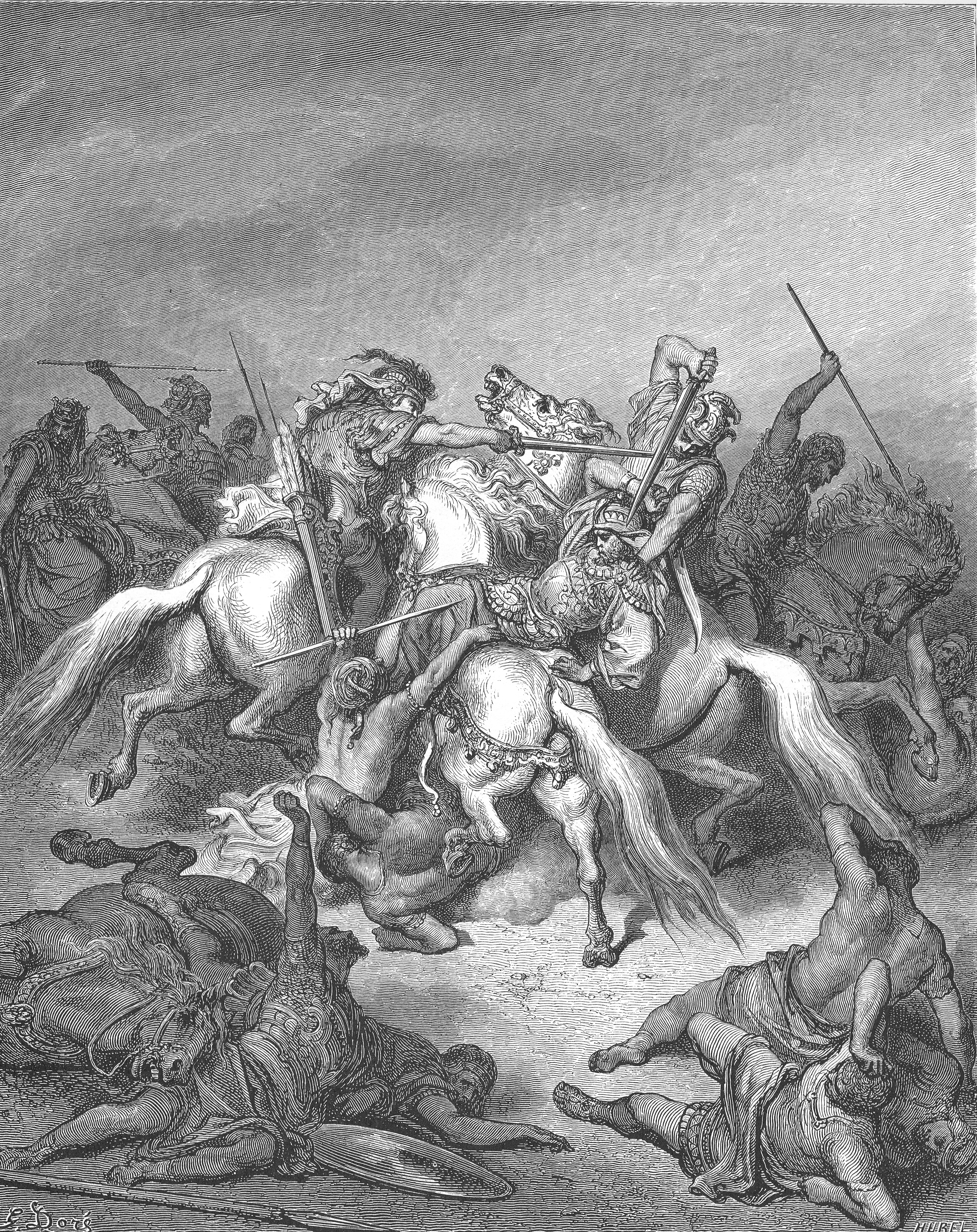
Avischai rettet David vor einem Philister; Gustave Doré, 1866

Am Beginn der Auflistung der Personen, die als „Dreißig Helden“ bezeichnet werden, steht im 2. Buch Samuel zunächst die Nennung zweier Personen aus dieser Gruppe, deren Taten gesondert beschrieben werden, auch wenn betont wird, dass sie nicht an die drei großen Helden herankamen (2 Sam 23,18–23 ):
- Abischai, der Erste der Dreißig
- Benaja (בְּנָיָהוּ בֶּן יְהוֹיָדָע), der Chef von Davids Leibwache

Anschließend werden die weiteren Helden Davids genannt (2 Sam 23,24–39 ):
- Asaël (עֲשָׂהאֵל בֶּן צְרוּיָה ʿAschahʾel ben Zruja), der Bruder Joʾabs
- Elchanan aus Bethlehem, der Sohn Dodos
- Schamma aus Charod
- Elika aus Charod (אליקא החרודי)
- Chelez aus Pelet (חלץ הפלטי)
- Ira aus Tekoa  (עירא בן עקש ʿĪrā ben ʿIqqesch), der Sohn des Ikkesch
- Abiʿëser aus Anatot (אביעזר הענתותי Avīʿeser haʿAnatōtī)
- Sibbechai aus Huscha
- Zalmon, der Achoachiter
- Mahrai aus Netofa (מַהְרַי הַנְּטוֹפָתִי Mahraj haNṭōfatī)
- Heled aus Netofa (חֵלֶב בֶּן בַּעֲנָה), der Sohn Baʿanas
- Ittai aus Gibea, der Sohn Ribais
- Benaja aus Piraton
- Hiddai aus Nahale-Gaʿasch
- Abiʿalbon aus Bet-Araba
- Asmawet aus Bahurim (עַזְמָוֶת הַבַּרְחֻמִי ʿAzmawet haBarchumī)
- Eljachba aus Schaʿalbon
- die Söhne Jaschens
- Jonatan, der Sohn des Schamma aus Harar
- Achiʿam aus Harar, der Sohn Scharars
- Elifelet aus Maacha, der Sohn Ahasbais
- Eliʿam aus Gilo, der Sohn Ahitofels
- Hezro aus Karmel (חֶצְרֹוֹ הַֽכַּרְמְלִי Chetzrō haKarmelī)
- Paʿarai aus Arab
- Jigʾal aus Zoba, der Sohn Natans
- Mibhar aus Gad
- Zelek (צֶלֶק העמוני), der Ammoniter
- Nachrai aus Beʾerot, der Waffenträger Joʾabs
- Ira aus Jattir
- Gareb aus Jattir
- Urija (אוּרִיָּה הַחִתִּי), der Hethiter.

Als Resümee wird festgehalten, dass insgesamt 37 Personen genannt seien. Die Zahl 37 ergibt sich, wenn man Joab mitrechnet, der in der Liste nicht aufgeführt wird.

## Die Helden Davids im 1. Buch der Chronik
Die Helden Davids werden auch im 1. Buch der Chronik genannt. Dort werden ebenfalls die Geschichten von den Drei Helden sowie den beiden ersten der Dreißig Helden berichtet. Anschließend folgt wieder die Liste, die bereits aus dem 2. Buch Samuel bekannt ist. 1. Chronik überliefert allerdings die Namen eines etwas erweiterten Kreises der Helden Davids (wobei dafür Elika und Eliam hier nicht genannt werden). 
So umfasst diese Liste zusätzlich die folgenden Personen:
- Hefer aus Mechera
- Ahija aus Gilo
- Sabad, der Sohn Achlais
- Adina, der Sohn Schisas
- Hanan, der Sohn Maachas
- Joschafat aus Meten
- Usija aus Aschtarot
- Schama, ein Sohn Hotams
- Jëiël, ein Sohn Hotams
- Jediaël, der Sohn Schimris
- Joha (sein Bruder)
- Eliël aus Mahanajim
- Jeribai, ein Sohn Elnaams
- Joschawja, ein Sohn Elnaams
- Jitma, der Moabiter
- Eliël aus Zoba
- Obed aus Zoba
- Jaʿasiël aus Zoba